# Elección para gobernador de Texas de 1952
La elección para gobernador de Texas de 1952 se celebró el 4 de noviembre de 1952.
El gobernador demócrata en funciones Allan Shivers fue reelegido abrumadoramente en las elecciones generales tras derrotar al futuro senador Ralph Yarborough en las primarias demócratas. El Partido Republicano respaldó la lista estatal demócrata, incluido Shivers, con el fin de atraer más votos para su candidato presidencial, el general Dwight D. Eisenhower.

## Elecciones primarias
Las elecciones primarias se celebraron el 26 de julio de 1952.

### Primarias demócratas

#### Candidatos
- Allan Shivers, gobernador en funciones
- Allene M. Traylor, ama de casa[2][3]
- Ralph W. Yarborough, abogado[2][3]

| Partido        | Candidato         | Votos     | %       |
| -------------- | ----------------- | --------- | ------- |
| Demócrata      | Allan Shivers     | 833.861   | 61,48%  |
| Demócrata      | Ralph Yarborough  | 488.345   | 36,00%  |
| Demócrata      | Allene M. Traylor | 34.186    | 2,52%   |
| Total de votos | Total de votos    | 1.356.392 | 100.00% |

## Elección general

### Candidatos
Shivers respaldó al candidato republicano a la presidencia, Dwight D. Eisenhower, en las elecciones presidenciales concurrentes.En un intento por maximizar el apoyo a Eisenhower, el Partido Republicano estatal nominó la lista estatal demócrata, permitiendo a los votantes emitir un voto directo por el Partido Republicano sin votar en contra de los candidatos demócratas en las demás categorías.

### Resultados
| Elección para gobernador de Texas de 1952 | Elección para gobernador de Texas de 1952 | Elección para gobernador de Texas de 1952 | Elección para gobernador de Texas de 1952 | Elección para gobernador de Texas de 1952 | Elección para gobernador de Texas de 1952 |
| Partido                                   | Partido                                   | Candidato/a                               | Votos                                     | %                                         |                                           |
| ----------------------------------------- | ----------------------------------------- | ----------------------------------------- | ----------------------------------------- | ----------------------------------------- | ----------------------------------------- |
|                                           | Demócrata                                 | Allan Shivers (titular)                   | 1.375.547                                 | 73,12%                                    |                                           |
|                                           | Republicano                               | Allan Shivers (titular)                   | 468.319                                   | 24,89%                                    |                                           |
|                                           | Independiente                             | Allan Shivers (titular)                   | 664                                       | 0,04%                                     |                                           |
|                                           | Total                                     | Allan Shivers (titular)                   | 1.844.530                                 | 98,05%                                    |                                           |
|                                           | Por escrito                               |                                           | 36,672                                    | 1.95%                                     |                                           |
|                                           | Total de votos                            |                                           | 1,881,202                                 | 100.00%                                   |                                           |